# Badtunna

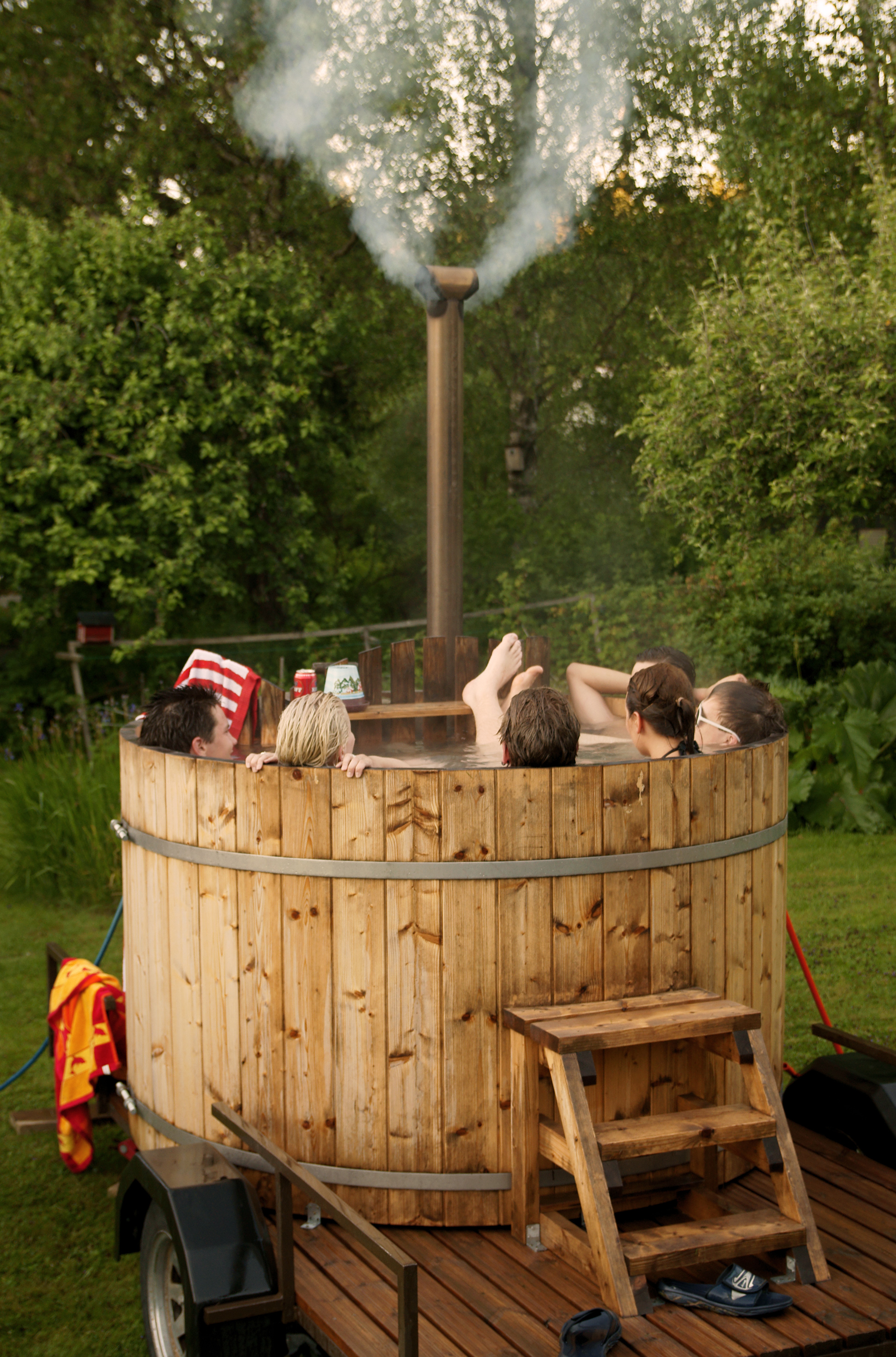
Vedeldad badtunna i Finland.

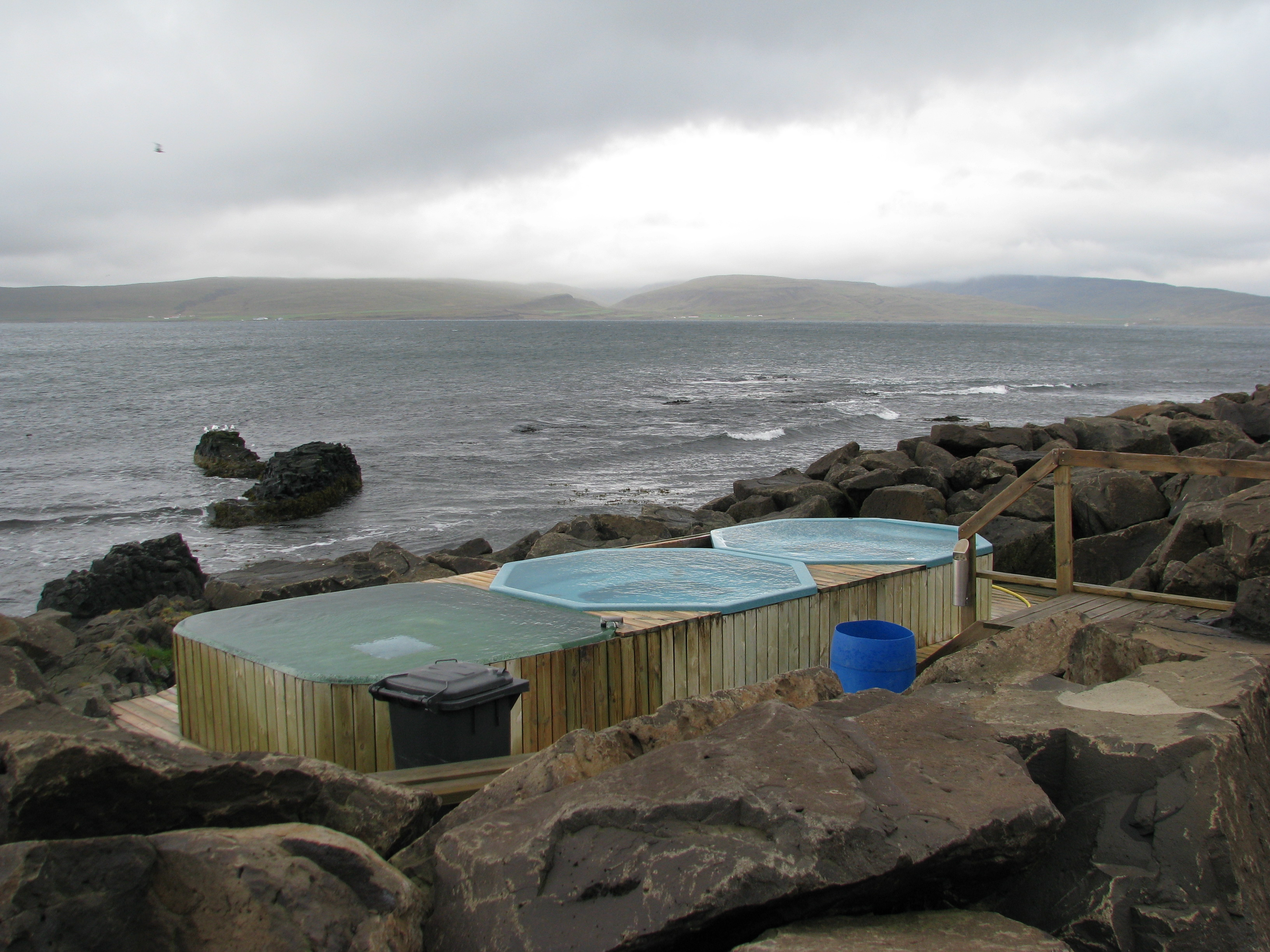
Heta badtunnor vid havet med geotermisk uppvärmning, Drangsnes, Island

Badtunna eller spabad kallas stora utomhusbadkar för uppvärmda gemensamhetsbad, även mitt i vintern. "Spabad" kallas badtunnan om den är försedd med bubbelsystem. Ett varmbad i badtunna kallas ofta lögarbad, vilket ibland leder till missuppfattningen att även själva anordningen skulle heta lögarbad.
Inspirerade av japanska gemensamhetsbad började badtunnor (kallade hot tubs på engelska) populariseras av amerikanska hippies i slutet av 1960-talet. I slutet av 1990-talet började badtunnor även tillverkas i Skandinavien, och under 2020-talet fanns ett 30-tal tillverkare i Sverige, varav flera exporterade sina badtunnor över hela Europa. Under 2000-talet har det även kommit mindre varianter av badtunnor, med plats för 2 personer, för mer intimare bad. Dessa kallas vanligtvis vedeldade utomhusbadkar.

## Konstruktion
Nordiska badtunnor är ofta gjorda av trä, men finns även i glasfiberarmerad plast och rostfritt stål. Formen är ofta rund, speciellt om tunnan är gjord av trä, men kan även vara oval eller rektangulär. Badtunnor tillverkas i olika storlekar för mellan fyra och 12 personer. Den enklaste typen är en klassisk trätunna, där brädorna hålls samman av tunnband och vattnet får tunnan att svälla tätt. De mer exklusiva varianten av badtunnor är designade och kan vara gjord i material som aluminium eller ha trädetaljer i ek men även konstskinn.  De flesta större tillverkare säljer dock även badtunnor som har en insats av glasfiberarmerad plast, som gör dem lättare att hålla rena och minskar risken för läckage. Badtunnan får rengöras med trycktvätt eller med rengöringsmedel och trasa som används för rengöring i hushållet och badrum. Man bör inte använda alltför starka och nötande material för rengöring, och inte heller skrapa bort smuts med vassa föremål. Badtunnor har ofta även låga bänkar för de badande att sitta på.

## Uppvärmning
De flesta nordiska badtunnor uppvärms med specialkonstruerade vedkaminer, oftast monterade på tunnans insida bakom ett skyddande trägaller. Badtunnor kan dock även ha elektrisk uppvärmning, framför såna som är försedda med bubbelsystem, eller vara gasuppvärmda. De flesta badtunnor i USA är el- eller gasuppvärmda. I länder med hög geologisk aktivitet, såsom Island, förekommer även uppvärmning med geotermisk energi.